# Jean-Pierre N'Dayisenga
Jean-Pierre N'Dayisenga (13 december 1962) is een Belgische voormalige atleet, die gespecialiseerd was in de lange afstand. Hij werd driemaal Belgisch kampioen.

## Biografie
N’Dayisenga ontvluchtte in 1972 zijn geboorteland Burundi en werd politiek vluchteling in België, waar hij eerst bij een tante werd opgevangen en daarna in een jeugdinstelling terechtkwam. Hij werd op een scholenveldloop ontdekt door Gaston Roelants. In 1981 veroverde hij op de 3000 m brons op de Europese kampioenschappen voor junioren in Utrecht.
In 1983 werd hij voor het eerst Belgisch kampioen op de 5000 m. Hij ging in de Verenigde Staten studeren. In 1988 werd hij voor de tweede keer Belgisch kampioen op de 5000 m. Alhoewel hij dat jaar de beste Belgische prestatie neerzette op de 10.000 m, werd hij niet geselecteerd voor de Olympische Spelen. In 1989 werd hij op deze laatste afstand Belgisch kampioen. In 1990 was hij geblesseerd. Nadien behaalde hij geen sprekende resultaten meer.
N’Dayisenga begon zijn carrière bij Racing Athletic Club (RACW) en was na de fusie van die club aangesloten bij Rixensart-Waver (RIWA). Later kwam hij ook nog uit voor Daring Club Leuven Atletiek (DCLA).

## Belgische kampioenschappen
| onderdeel | jaar       |
| --------- | ---------- |
| 5000 m    | 1983, 1988 |
| 10.000 m  | 1989       |

## Persoonlijke records
| Onderdeel | Prestatie | Datum            | Plaats  |
| --------- | --------- | ---------------- | ------- |
| 3000 m    | 7.53,69   | 28 juni 1989     | Reims   |
| 5000 m    | 13.36,9   | 17 augustus 1983 | Leuven  |
| 10.000 m  | 28.12,77  | 19 augustus 1988 | Brussel |

## Palmares

### 3000 m
- 1981:  EK U20 in Utrecht - 8.01,30

### 5000 m
- 1983:  BK AC - 13.59,95
- 1988:  BK AC - 13.56,55

### 10.000 m
- 1989:  BK AC - 28.41,64